# Karl Berg
Karl Berg (ur. 27 grudnia 1908 w Radstadt, zm. 1 września 1997 w Salzburgu) – austriacki duchowny katolicki, arcybiskup Salzburga 1972-1988.

## Życiorys
Święcenia kapłańskie otrzymał 29 października 1933.
26 grudnia 1972 papież Paweł VI mianował go arcybiskupem Salzburga. 2 lutego z rąk arcybiskupa Andreasa Rohrachera przyjął sakrę biskupią. 
5 września 1988 na ręce papieża Jana Pawła II ze względu na wiek złożył rezygnację z zajmowanej funkcji.